# Траметес жёстковолосистый
Трутови́к жёстковолоси́стый, или траме́тес жёстковолосистый (лат. Tramétes hirsúta), — вид грибов-базидиомицетов, входящий в род траметес семейства полипоровые (Polyporaceae).
Плодовые тела в виде боковых, довольно тонких шляпок, с верхней стороны серого цвета, с жёстким опушением, с нижней — с сероватым трубчатым гименофором.

## Описание
Плодовые тела однолетние, в виде сидячих, широко приросших половинчатых шляпок, редко распростёртые. Шляпки кожистые, плоские или довольно толстые, верхняя поверхность покрыта жёстким опушением, серая, с концентрическими зонами, часто отделёнными бороздками; край шляпки нередко желтовато-коричневый, опушённый.
Гименофор трубчатый, беловатый, бежевато-коричневый или сероватый, поры по 1—4 на миллиметр, перегородки между порами сначала толстые, затем тонкие.
Мякоть двухслойная, верхний слой сероватый, волокнистый и мягкий, нижний — беловатый, пробковый.
Гифальная система тримитическая, генеративные гифы мякоти тонкостенные, с пряжками, 2,5—9 мкм толщиной, скелетные гифы мякоти толстостенные, асептированные, 3—9 мкм толщиной, связывающие гифы мякоти толстостенные, 2—4 мкм толщиной. Цистиды отсутствуют. Базидии четырёхспоровые, булавовидные, 15—22×5—7 мкм. Споры бесцветные, цилиндрические, 6—9×2—2,5 мкм.

## Экология и ареал
Сапротроф древесины лиственных деревьев, в виде исключения встречающийся и на хвойных породах.
Широко распространён в умеренной зоне Северного полушария.
По данным Леонида Любарского и Любови Васильевой на Дальнем Востоке поражает пихту, дуб, ильм, клён, липу, ясеня, берёзу, ольху, тополь, осину, иву и бархат.

## Синонимы
- Boletus hirsutus Wulfen, 1788 : Fr., 1821basionym
- Polyporus hirsutus (Wulfen) Fr., 1821

и другие.